# 足球小子
《足球小子》是一款由英国的Krisalis Software公司制作，于1993年在Commodore Amiga发行的游戏。游戏后移植至超级任天堂、PC、Amiga CD32和3DO Interactive Multiplayer等平台。
游戏的目的是指引一个踢足球的小孩，通过足球来完成多个不同的等级。
Amiga Power给予Amiga版本88%的分数。